# 1684
Il 1684 (MDCLXXXIV in numeri romani) è un anno bisestile del XVII secolo.

## Eventi
- 5 marzo – Viene firmata la Lega Santa tra diversi stati europei al fine di combattere l'Impero ottomano nell'ambito della guerra austro-turca. Ad essa aderirono: Lo Stato Pontificio col Papa Innocenzo XI; l'Imperatore del Sacro Romano Impero Leopoldo I d'Asburgo; il Re di Spagna Carlo II d'Asburgo; Pietro II del Portogallo; Vittorio Amedeo II Duca di Savoia; Cosimo III de' Medici Granduca di Toscana; le Repubbliche di Venezia e Genova; e la Confederazione polacco-lituana col Re Giovanni III Sobieski al quale fu affidato il comando dell'esercito.
- 17-29 maggio – Bombardamento navale di Genova da parte della Francia di Re Luigi XIV.
- 15 agosto – Trattato di Ratisbona: firmato da alcune potenze europee, in particolare Francia, Spagna e il Sacro Romano Impero germanico, sanciva la supremazia del regno di Luigi XIV sul bacino del Reno.

## Nati

### Gennaio
- 14 gennaio - Johann Matthias Hase, matematico e cartografo tedesco († 1742)
- 14 gennaio - Jean-Baptiste van Loo, pittore francese († 1745)
- 23 gennaio - Giuseppe Alessandro Furietti, cardinale, letterato e archeologo italiano († 1764)
- 24 gennaio - Carlo I Alessandro di Württemberg, principe tedesco († 1737)
- 31 gennaio - Louis Caravaque, pittore francese
- 31 gennaio - Federico di Nassau-Zuylestein, III conte di Rochford, nobile inglese († 1738)

### Febbraio
- 3 febbraio - Giovanni Biagio Amico, architetto, teologo e presbitero italiano († 1754)
- 8 febbraio - Federigo Amadei, religioso e storico italiano († 1755)
- 16 febbraio - Bohuslav Matěj Černohorský, francescano e compositore ceco († 1742)
- 21 febbraio - Justus van Effen, scrittore olandese († 1735)
- 22 febbraio - Carlo di Lorena, nobile francese († 1751)
- 26 febbraio - Giovanni Biavi, scrittore, poeta e storico italiano († 1755)

### Marzo
- 4 marzo - Sante Veronese, cardinale e vescovo cattolico italiano († 1767)
- 7 marzo - Johan Willem Ripperda, politico, diplomatico e avventuriero fiammingo († 1737)
- 19 marzo - Jean Astruc, medico francese († 1766)
- 22 marzo - William Pulteney, politico britannico († 1764)
- 24 marzo - Matej Bel, storico, filosofo e pedagogista slovacco († 1749)
- 31 marzo - Francesco Durante, compositore italiano († 1755)

### Aprile
- 2 aprile - Henry Somerset, II duca di Beaufort, nobile e politico inglese († 1714)
- 6 aprile - Johann Carl von Eckenberg, attore teatrale, comico e circense tedesco († 1748)
- 15 aprile - Caterina I di Russia, sovrana russa († 1727)
- 25 aprile - Marco Benefial, pittore italiano († 1764)
- 27 aprile - Joseph Pellerin, numismatico francese († 1782)

### Maggio
- 2 maggio - Guglielmo Enrico di Nassau-Usingen, nobile tedesco († 1718)
- 5 maggio - Françoise Charlotte d'Aubigné, nobile francese († 1739)
- 7 maggio - Marie-Louise Trichet, religiosa francese († 1759)
- 27 maggio - Wilhelm Reinhard von Neipperg, generale austriaco († 1774)
- 29 maggio - Robert Pitrou, architetto e ingegnere francese († 1750)

### Giugno
- 10 giugno - Johann Hermann von Elswich, teologo tedesco († 1721)
- 16 giugno - Kasimir Anton von Sickingen, vescovo cattolico tedesco († 1750)
- 17 giugno - Jaime de Rocamora, nobile spagnolo († 1740)
- 22 giugno - Francesco Manfredini, violinista e compositore italiano († 1762)
- 29 giugno - Clelia Grillo Borromeo, nobildonna e mecenate italiana († 1777)

### Luglio
- 23 luglio - Giovanni Mavrocordatos, politico ottomano († 1719)
- 28 luglio - Pietro Francesco Bussi, cardinale italiano († 1765)

### Agosto
- 2 agosto - Sofia di Sassonia-Weissenfels, duchessa († 1752)
- 5 agosto - Francesco Gonzaga, nobile italiano († 1758)
- 22 agosto - Maria Teresa d'Asburgo, nobile austriaca († 1696)
- 30 agosto - Madame de Staal-Delaunay, scrittrice francese († 1750)

### Settembre
- 18 settembre - Johann Gottfried Walther, compositore tedesco († 1748)
- 19 settembre - Robert Maynard, militare inglese († 1751)
- 22 settembre - Charles Louis Auguste Fouquet de Belle-Isle, generale e diplomatico francese († 1761)
- 30 settembre - Benedetto De Luca, vescovo cattolico italiano († 1750)

### Ottobre
- 9 ottobre - Cristoforo di Baden-Durlach, principe tedesco († 1723)
- 10 ottobre - Antoine Watteau, pittore francese († 1721)
- 20 ottobre - Maria Barbara Bach, nobile tedesca († 1720)
- 21 ottobre - Alessio Simmaco Mazzocchi, presbitero, filologo e biblista italiano († 1771)
- 26 ottobre - Kurt Christoph von Schwerin, generale prussiano († 1757)
- 28 ottobre - Paul Alphéran de Bussan, arcivescovo cattolico francese († 1757)

### Novembre
- 1º novembre - Michail Michajlovič Golicyn, ammiraglio e diplomatico russo († 1764)
- 4 novembre - Sebastiano Paoli, letterato, archeologo e antiquario italiano († 1751)
- 7 novembre - Petrus Johannes Meindaerts, arcivescovo vetero-cattolico olandese († 1767)
- 11 novembre - Algernon Seymour, VII duca di Somerset, militare e politico britannico († 1750)
- 12 novembre - Edward Vernon, ammiraglio inglese († 1757)
- 16 novembre - Allen Bathurst, I conte Bathurst, politico inglese († 1775)
- 27 novembre - Saverio Del Giudice, storico italiano († 1764)
- 27 novembre - Tokugawa Yoshimune, militare giapponese († 1751)
- 28 novembre - Giambattista Roero di Pralormo, cardinale e arcivescovo cattolico italiano († 1766)
- 30 novembre - Andreas Möller, pittore danese († 1762)

### Dicembre
- 2 dicembre - Maria Bricca, cuoca italiana († 1733)
- 3 dicembre - Ludvig Holberg, scrittore, filosofo e drammaturgo norvegese († 1754)
- 9 dicembre - Abraham Vater, anatomista tedesco († 1751)
- 15 dicembre - August Friedrich Müller, logico e filosofo tedesco († 1761)
- 19 dicembre - Álvaro José de Navia-Osorio y Vigil de la Rúa, generale, diplomatico e scrittore spagnolo († 1732)
- 21 dicembre - Ippolito Desideri, gesuita e missionario italiano († 1733)
- 30 dicembre - Charles François Paul Le Normant de Tournehem, politico francese († 1751)

### Senza giorno specificato
- Jean-Louis Des Balbes de Berton de Crillon, arcivescovo cattolico francese († 1751)
- Marie Brûlart, nobildonna francese († 1763)
- Pietro Andrea Barberi Pucciardi, pittore italiano († 1730)
- Girolamo Bax, scrittore italiano († 1739)
- Giovanni Angelo Borroni, pittore italiano († 1772)
- Matteo Bottiglieri, scultore e pittore italiano († 1757)
- Domenico Brandi, pittore italiano († 1736)
- Matthias Braun, scultore austriaco († 1738)
- Pietro Bucelli, antiquario e letterato italiano († 1754)
- Marianna Bulgarelli, soprano italiano († 1734)
- Rizzardo Carboni, scultore, intagliatore e ebanista italiano († 1754)
- Louis-Jacques Chapt de Rastignac, arcivescovo cattolico francese († 1750)
- Henry Clinton, VII conte di Lincoln, politico inglese († 1728)
- Alessio De Marchis, pittore italiano († 1752)
- Johann Jacob Dillenius, botanico tedesco († 1747)
- Ernesto Leopoldo d'Assia-Rheinfels-Rotenburg,  tedesco († 1749)
- John Faber, incisore olandese († 1756)
- Giovanni Gloria, intagliatore e architetto italiano
- James Jurin, fisico britannico († 1750)
- Jacques Martin, presbitero francese († 1751)
- Anton Erhard Martinelli, architetto austriaco († 1747)
- Joseph Paris Duverney, imprenditore francese († 1770)
- François Poisson († 1754)
- Ferdinando Porretti, latinista, scrittore e teologo italiano († 1741)
- George Vertue, incisore e antiquario inglese († 1756)
- Niccolò Liborio Verzoni, religioso italiano († 1754)
- Ercole Tommaso Villa, generale italiano († 1766)
- James Waldegrave, I conte Waldegrave, nobile e ambasciatore inglese († 1741)
- Jacob Gabriel Wolff, giurista tedesco († 1754)
- Herman van der Myn, pittore olandese († 1741)

## Morti

### Gennaio
- 4 gennaio - Claude Audran detto il Giovane, pittore francese (n. 1639)
- 4 gennaio - Louis-Isaac Lemaistre de Sacy, teologo, biblista e umanista francese (n. 1613)
- 13 gennaio - Henry Howard, VI duca di Norfolk, nobile e militare inglese (n. 1628)
- 15 gennaio - Alvise Contarini, doge (n. 1601)
- 15 gennaio - Caspar Netscher, pittore olandese (n. 1639)
- 23 gennaio - Jan Wijnants, pittore olandese (n. 1632)
- 24 gennaio - Girolamo Boncompagni, cardinale e arcivescovo cattolico italiano (n. 1622)

### Febbraio
- 5 febbraio - Philippe de Montaut-Bénac de Navailles, ammiraglio francese (n. 1619)
- 5 febbraio - Dorothy Sidney, nobile inglese (n. 1617)
- 12 febbraio - Giacomo Rospigliosi, cardinale italiano (n. 1628)
- 12 febbraio - Pietro Andrea Ziani, compositore e organista italiano (n. 1616)
- 21 febbraio - Hugh May, architetto britannico (n. 1621)

### Marzo
- 8 marzo - Antonio Tibaldi, pittore italiano (n. 1633)
- 20 marzo - Claude Bazin de Bezons, avvocato e funzionario francese (n. 1617)
- 24 marzo - Pieter de Hooch, pittore olandese (n. 1629)

### Aprile
- 1º aprile - Roger Williams, teologo inglese (n. 1603)
- 5 aprile - William Brouncker, matematico inglese (n. 1620)
- 8 aprile - Payo Enríquez de Rivera, arcivescovo cattolico spagnolo (n. 1622)
- 9 aprile - Marguerite de Rohan, nobile francese (n. 1617)
- 13 aprile - Nicolás Antonio, bibliotecario e bibliografo spagnolo (n. 1617)
- 14 aprile - Johannes Olearius, teologo tedesco (n. 1611)
- 18 aprile - Gonzales Coques, pittore fiammingo (n. 1618)
- 27 aprile - Caterina Farnese, religiosa italiana (n. 1637)

### Maggio
- 8 maggio - Henry Du Mont, musicista e compositore belga (n. 1610)
- 10 maggio - Anne Carr, nobile (n. 1615)
- 12 maggio - Edme Mariotte, fisico e presbitero francese (n. 1620)

### Giugno
- 6 giugno - Juan Cardenas, teologo spagnolo (n. 1613)

### Luglio
- 1º luglio - Ercole Zani, viaggiatore e scrittore italiano (n. 1634)
- 6 luglio - Giovanni Galeazzo Bossi, nobile e politico italiano (n. 1619)
- 6 luglio - Anna Maria di Gonzaga-Nevers, nobile francese (n. 1616)
- 8 luglio - Michele Fabris, scultore ungherese (n. 1644)
- 22 luglio - Josefa de Óbidos, pittrice spagnola
- 26 luglio - Elena Lucrezia Corner, filosofa italiana (n. 1646)
- 28 luglio - Charlotte Jemima FitzRoy, nobile inglese (n. 1650)

### Agosto
- 12 agosto - Nicola Amati, liutaio italiano (n. 1596)
- 19 agosto - Sofia Elisabetta di Schleswig-Holstein-Sonderburg-Wiesenburg, nobildonna tedesca (n. 1653)
- 20 agosto - Maria d'Este, duchessa italiana (n. 1644)

### Settembre
- 5 settembre - Konrad Wilhelm von Wernau, vescovo cattolico tedesco
- 9 settembre - Johann Caspar von Ampringen, principe (n. 1619)
- 9 settembre - Pier Maria Bichi, vescovo cattolico italiano
- 9 settembre - Jakob Thomasius, filosofo tedesco (n. 1622)
- 11 settembre - Bonaventura da Barcellona, religioso spagnolo (n. 1620)
- 12 settembre - Johann Rosenmüller, compositore tedesco (n. 1619)
- 19 settembre - Giuseppe Maria Maraviglia, vescovo cattolico italiano (n. 1617)

### Ottobre
- 1º ottobre - Pierre Corneille, drammaturgo e scrittore francese (n. 1606)
- 5 ottobre - Francesco Albizzi, cardinale italiano (n. 1593)
- 6 ottobre - Pietro Basadonna, cardinale italiano (n. 1617)
- 15 ottobre - Giulio Sigismondo di Württemberg-Juliusburg, generale prussiano (n. 1653)
- 15 ottobre - Géraud de Cordemoy, filosofo, storico e avvocato francese (n. 1626)
- 24 ottobre - Maria Elisabetta di Sassonia, principessa tedesca (n. 1610)
- 29 ottobre - François Pallu, vescovo cattolico e missionario francese (n. 1626)

### Novembre
- 21 novembre - Cornelius Van Steenwyck, politico olandese (n. 1626)
- 23 novembre - William Cavendish, III conte di Devonshire, nobile e politico inglese (n. 1617)
- 28 novembre - Tommaso Cornelio, medico, matematico e filosofo italiano (n. 1614)

### Senza giorno specificato
- Giorgio Aleo, storico e predicatore italiano (n. 1620)
- Antonio Arias Fernandez, pittore spagnolo (n. 1614)
- François de Baradas, francese (n. 1602)
- Francesco Branciforte, duca di Santa Lucia, nobile, politico e militare italiano
- Domenico Maria Canuti, pittore italiano (n. 1626)
- Hendrik Carloff, mercante e avventuriero svedese (n. 1621)
- Giovanni Andrea Cimadori, attore teatrale italiano
- Claude Clerselier, francese (n. 1614)
- Edward Davis, incisore e mercante d'arte gallese (n. 1640)
- George Downing, militare e diplomatico inglese (n. 1623)
- Antoine Gombaud, scrittore francese (n. 1607)
- Jan van den Hecke, pittore, incisore e disegnatore fiammingo (n. 1620)
- Giorgio III Gurieli, re
- Henry Jermyn, I conte di St Albans, politico inglese (n. 1605)
- Melchior Küsel, incisore tedesco (n. 1626)
- John Lambert, generale e politico inglese (n. 1619)
- Carlo Eusebio del Liechtenstein, principe austriaco (n. 1611)
- Carlo Lurago, architetto italiano (n. 1615)
- Alexandra Mavrokordatou, ottomana (n. 1605)
- Ambrogio Merodio, storico italiano
- Margrethe Pape, nobile danese (n. 1620)
- Roger Pratt, architetto inglese (n. 1620)
- Johann Heinrich Schönfeld, pittore e incisore tedesco (n. 1609)
- Andrea Seghizzi, pittore italiano (n. 1630)
- William Stafford, scrittore inglese (n. 1593)
- Pierre de Carcavi, matematico e bibliotecario francese
- Gabriel-Joseph de Lavergne, conte di Guilleragues, scrittore francese (n. 1628)
- Evliya Çelebi, scrittore ottomano (n. 1611)

## Calendario
| Calendario 1684 | Calendario 1684 | Calendario 1684 | Calendario 1684 | Calendario 1684 | Calendario 1684 | Calendario 1684 | Calendario 1684 | Calendario 1684 | Calendario 1684 | Calendario 1684 | Calendario 1684 | Calendario 1684 | Calendario 1684 | Calendario 1684 | Calendario 1684 | Calendario 1684 | Calendario 1684 | Calendario 1684 | Calendario 1684 | Calendario 1684 | Calendario 1684 | Calendario 1684 | Calendario 1684 | Calendario 1684 | Calendario 1684 | Calendario 1684 | Calendario 1684 | Calendario 1684 | Calendario 1684 | Calendario 1684 | Calendario 1684 | Calendario 1684 |
| --------------- | --------------- | --------------- | --------------- | --------------- | --------------- | --------------- | --------------- | --------------- | --------------- | --------------- | --------------- | --------------- | --------------- | --------------- | --------------- | --------------- | --------------- | --------------- | --------------- | --------------- | --------------- | --------------- | --------------- | --------------- | --------------- | --------------- | --------------- | --------------- | --------------- | --------------- | --------------- | --------------- |
|                 | 1               | 2               | 3               | 4               | 5               | 6               | 7               | 8               | 9               | 10              | 11              | 12              | 13              | 14              | 15              | 16              | 17              | 18              | 19              | 20              | 21              | 22              | 23              | 24              | 25              | 26              | 27              | 28              | 29              | 30              | 31              |                 |
| Gennaio         | Sa              | Do              | Lu              | Ma              | Me              | Gi              | Ve              | Sa              | Do              | Lu              | Ma              | Me              | Gi              | Ve              | Sa              | Do              | Lu              | Ma              | Me              | Gi              | Ve              | Sa              | Do              | Lu              | Ma              | Me              | Gi              | Ve              | Sa              | Do              | Lu              |                 |
| Febbraio        | Ma              | Me              | Gi              | Ve              | Sa              | Do              | Lu              | Ma              | Me              | Gi              | Ve              | Sa              | Do              | Lu              | Ma              | Me              | Gi              | Ve              | Sa              | Do              | Lu              | Ma              | Me              | Gi              | Ve              | Sa              | Do              | Lu              | Ma              |                 |                 |                 |
| Marzo           | Me              | Gi              | Ve              | Sa              | Do              | Lu              | Ma              | Me              | Gi              | Ve              | Sa              | Do              | Lu              | Ma              | Me              | Gi              | Ve              | Sa              | Do              | Lu              | Ma              | Me              | Gi              | Ve              | Sa              | Do              | Lu              | Ma              | Me              | Gi              | Ve              |                 |
| Aprile          | Sa              | Do              | Lu              | Ma              | Me              | Gi              | Ve              | Sa              | Do              | Lu              | Ma              | Me              | Gi              | Ve              | Sa              | Do              | Lu              | Ma              | Me              | Gi              | Ve              | Sa              | Do              | Lu              | Ma              | Me              | Gi              | Ve              | Sa              | Do              |                 |                 |
| Maggio          | Lu              | Ma              | Me              | Gi              | Ve              | Sa              | Do              | Lu              | Ma              | Me              | Gi              | Ve              | Sa              | Do              | Lu              | Ma              | Me              | Gi              | Ve              | Sa              | Do              | Lu              | Ma              | Me              | Gi              | Ve              | Sa              | Do              | Lu              | Ma              | Me              |                 |
| Giugno          | Gi              | Ve              | Sa              | Do              | Lu              | Ma              | Me              | Gi              | Ve              | Sa              | Do              | Lu              | Ma              | Me              | Gi              | Ve              | Sa              | Do              | Lu              | Ma              | Me              | Gi              | Ve              | Sa              | Do              | Lu              | Ma              | Me              | Gi              | Ve              |                 |                 |
| Luglio          | Sa              | Do              | Lu              | Ma              | Me              | Gi              | Ve              | Sa              | Do              | Lu              | Ma              | Me              | Gi              | Ve              | Sa              | Do              | Lu              | Ma              | Me              | Gi              | Ve              | Sa              | Do              | Lu              | Ma              | Me              | Gi              | Ve              | Sa              | Do              | Lu              |                 |
| Agosto          | Ma              | Me              | Gi              | Ve              | Sa              | Do              | Lu              | Ma              | Me              | Gi              | Ve              | Sa              | Do              | Lu              | Ma              | Me              | Gi              | Ve              | Sa              | Do              | Lu              | Ma              | Me              | Gi              | Ve              | Sa              | Do              | Lu              | Ma              | Me              | Gi              |                 |
| Settembre       | Ve              | Sa              | Do              | Lu              | Ma              | Me              | Gi              | Ve              | Sa              | Do              | Lu              | Ma              | Me              | Gi              | Ve              | Sa              | Do              | Lu              | Ma              | Me              | Gi              | Ve              | Sa              | Do              | Lu              | Ma              | Me              | Gi              | Ve              | Sa              |                 |                 |
| Ottobre         | Do              | Lu              | Ma              | Me              | Gi              | Ve              | Sa              | Do              | Lu              | Ma              | Me              | Gi              | Ve              | Sa              | Do              | Lu              | Ma              | Me              | Gi              | Ve              | Sa              | Do              | Lu              | Ma              | Me              | Gi              | Ve              | Sa              | Do              | Lu              | Ma              |                 |
| Novembre        | Me              | Gi              | Ve              | Sa              | Do              | Lu              | Ma              | Me              | Gi              | Ve              | Sa              | Do              | Lu              | Ma              | Me              | Gi              | Ve              | Sa              | Do              | Lu              | Ma              | Me              | Gi              | Ve              | Sa              | Do              | Lu              | Ma              | Me              | Gi              |                 |                 |
| Dicembre        | Ve              | Sa              | Do              | Lu              | Ma              | Me              | Gi              | Ve              | Sa              | Do              | Lu              | Ma              | Me              | Gi              | Ve              | Sa              | Do              | Lu              | Ma              | Me              | Gi              | Ve              | Sa              | Do              | Lu              | Ma              | Me              | Gi              | Ve              | Sa              | Do              |                 |